# Geraldo Pinto Rodrigues
Geraldo Pinto Rodrigues (Jardinópolis, 7 de fevereiro de 1927 — São Paulo, 29 de julho de 2004) foi um poeta, ensaísta, jornalista e advogado paulista. Foi acadêmico da Academia Paulista de Letras, tendo ocupado a cadeira Nº 32.

## Biografia
Geraldo Pinto Rodrigues nasceu em Jardinópolis, estado de São Paulo, a 7 de fevereiro de 1927, filho de João Baptista de Lima Rodrigues e Julieta Pinto de Lima Rodrigues. Concluiu os estudos primários em Rancharia e os secundários na capital, pelos colégios Oswaldo Cruz e Paulistano. Cursou então por dois anos o curso de Filosofia na Faculdade de Filosofia, Ciências e Letras da Universidade de São Paulo (FFLCH - USP), mas bacharelou-se apenas em 1955 em Direito pela Faculdade de Direito da Universidade de São Paulo, onde entre 1962 e 1963 cursou também a especialização em Direito Público.
Quando estudante fundou, no Colégio Paulistano um periódico literário de pouca duração, passando a ter seus primeiros trabalhos literários publicados. Passou a exercer a atividade de jornalista em 1946, e sucessivamente atuou como cronista literário, redator, editorialista de assuntos políticos e econômicos, redator-chefe e assessor de diretoria na Folha de S.Paulo. Até o final dos anos 70, colaborou também em outros periódicos, como o Jornal da Tarde e O Estado de S. Paulo, escrevendo também sobre poesia. Além de exercer o jornalismo, atuou profissionalmente como advogado da Caixa Econômica Federal, como Assessor de Comunicação do Sindicato Nacional da Indústria Automobilística, e como professor na Faculdade Casper Líbero. Exerceu também cargos na Associação Comercial de São Paulo, na Secretaria de Educação do Estado e na reitoria da Universidade de São Paulo.
Em 1948, em função do I Congresso Paulista de Poesia, associou-se ao Grupo dos Novíssimos e à Geração de 45, que revelou à literatura nacional nomes como Cyro Pimentel, Décio Pignatari e Haroldo e Augusto de Campos. Durante sua carreira, foi membro de importantes associações literárias do estado, como a União Brasileira de Escritores, o PEN Club e o Clube de Poesia de São Paulo, do qual foi presidente entre 1975 e 1983 e pelo qual teve várias de suas obras publicadas. Foi eleito acadêmico da Academia Paulista de Letras em 1981, tendo ocupado a cadeira Nº 32, bem como acadêmico correspondente da Academia Cearense de Letras, eleito por unanimidade em 1985.
Faleceu aos 77 anos, em São Paulo, de falência múltipla dos órgãos, deixando filhos, netos e bisnetos.

## Obra
Apesar do êxito de crítica obtido em 1951 com o lançamento de seu primeiro livro Tempo Inconcluso, Geraldo Pinto Rodrigues somente viria a publicar outro volume após vinte anos. Em 1972, Veio e Via conquistou o Prêmio Jabuti; em 1975 Os Verdes Matinais foi agraciado com o Prêmio Literário José Ermírio de Moraes do PEN Club, e em 1978, seu livro seguinte, O Punhal do Tempo, recebeu o mesmo prêmio.